# Szufnarowa
Szufnarowa est une localité polonaise de la gmina de Wiśniowa, située dans le powiat de Strzyżów en voïvodie des Basses-Carpates.